# 3j-Symbol
3j-Symbole sind eine Notation zur Kopplung von zwei Drehimpulsen in der Quantenmechanik und wurden von Eugene Wigner eingeführt. Mit ihnen lassen sich Zustände zwischen der gekoppelten und ungekoppelten Basis transformieren. Die 3j-Symbole sind eine Alternative zu den Clebsch-Gordan-Koeffizienten.
Es gibt auch 6j-Symbole nach Wigner entsprechend der Kopplung von drei Drehimpulsen und 9j-Symbole bei Kopplung von vier Drehimpulsen.

## Verwendung
Um den Zustand eines aus zwei Bestandteilen mit Drehimpuls {\displaystyle j_{1}} und {\displaystyle j_{2}} bestehenden Gesamtsystems zu schreiben, sind in der Quantenmechanik zwei Orthonormalbasen gebräuchlich, die jeweils Eigenbasis einer vollständigen Menge kommutierender Observablen sind. Zum einen die Eigenbasis der Operatoren der beiden Teilsysteme: das Betragsquadrat der beiden Drehimpulsvektoren {\displaystyle {\vec {J}}_{i}^{2}} und die jeweiligen {\displaystyle z}-Komponenten {\displaystyle J_{i}^{z}} ({\displaystyle i=1,2}); die jeweiligen Eigenwerte werden mit {\displaystyle j_{i},m_{i}} bezeichnet und die entsprechenden Basiszustände werden als {\displaystyle |j_{1}m_{1};j_{2}m_{2}\rangle } geschrieben. Zum anderen der Drehimpuls des Gesamtsystems, d. h., {\displaystyle {\vec {J}}^{2}=({\vec {J}}_{1}+{\vec {J}}_{2})^{2}} und {\displaystyle J^{z}=J_{1}^{z}+J_{2}^{z}} (die entsprechenden Quantenzahlen werden mit {\displaystyle j} und {\displaystyle m} bezeichnet) zusätzlich zu den Drehimpulsen der Teilsysteme {\displaystyle {\vec {J}}_{i}^{2}} (aber nicht den {\displaystyle J_{i}^{z}}); hier schreibt man die Eigenzustände als {\displaystyle |j_{1},j_{2};jm\rangle }.
Dann lässt sich die {\displaystyle j_{1}m_{1};j_{2}m_{2}}-Komponente des Zustands {\displaystyle |j_{1},j_{2};jm\rangle } mit dem 3j-Symbol wie folgt schreiben:
{\displaystyle \langle j_{1}m_{1};j_{2}m_{2}|j_{1}j_{2};jm\rangle =(-1)^{j_{1}-j_{2}+m}{\sqrt {2j+1}}{\begin{pmatrix}j_{1}&j_{2}&j\\m_{1}&m_{2}&-m\end{pmatrix}}.}
Die linke Seite der Gleichung wird auch als Clebsch-Gordan-Koeffizient bezeichnet. Verglichen mit diesen ist die Kopplung mit 3j-Symbolen symmetrischer formuliert und die Symmetrieeigenschaften der 3j-Symbole lassen sich daher einfacher formulieren.

## Beziehung zu Clebsch-Gordan-Koeffizienten
Als Funktion der Clebsch-Gordan-Koeffizienten ergibt sich für die 3j-Symbole der folgende Ausdruck:
{\displaystyle {\begin{pmatrix}j_{1}&j_{2}&j_{3}\\m_{1}&m_{2}&m_{3}\end{pmatrix}}\equiv {\frac {(-1)^{j_{1}-j_{2}-m_{3}}}{\sqrt {2j_{3}+1}}}\langle j_{1}\,m_{1}\,j_{2}\,m_{2}|j_{3}\,(-m_{3})\rangle .}
Dabei stehen j und m für die Drehimpulsquantenzahlen.
Der Addition zweier Drehimpulse mit Clebsch-Gordan-Koeffizienten
{\displaystyle |j_{3}\,m_{3}\rangle =\sum _{m_{1}=-j_{1}}^{j_{1}}\sum _{m_{2}=-j_{2}}^{j_{2}}\langle j_{1}\,m_{1}\,j_{2}\,m_{2}|j_{3}\,m_{3}\rangle |j_{1}\,m_{1}\,j_{2}\,m_{2}\rangle .}
entspricht bei den 3j-Symbolen die Formulierung als Addition dreier Drehimpulse zu Null:
{\displaystyle \sum _{m_{1}=-j_{1}}^{j_{1}}\sum _{m_{2}=-j_{2}}^{j_{2}}\sum _{m_{3}=-j_{3}}^{j_{3}}|j_{1}m_{1}\rangle |j_{2}m_{2}\rangle |j_{3}m_{3}\rangle {\begin{pmatrix}j_{1}&j_{2}&j_{3}\\m_{1}&m_{2}&m_{3}\end{pmatrix}}=|0\,0\rangle .}
Der Zustand {\displaystyle |0\,0\rangle } entspricht verschwindenden Drehimpulsquantenzahlen({\displaystyle j=m=0}). Da die 3j-Symbole alle Drehimpulse auf gleicher Stufe behandeln ist die Formulierung symmetrischer als mit Clebsch-Gordan-Koeffizienten und manifest rotationsinvariant.

## Auswahlregeln
Die 3j-Symbole verschwinden außer für:
{\displaystyle {\begin{aligned}&m_{i}\in \{-j_{i},-j_{i}+1,-j_{i}+2,\ldots ,j_{i}\},\quad (i=1,2,3).\\&m_{1}+m_{2}+m_{3}=0\\&|j_{1}-j_{2}|\leq j_{3}\leq j_{1}+j_{2}\\&(j_{1}+j_{2}+j_{3}){\text{ ist eine ganze Zahl (und sogar gerade falls }}m_{1}=m_{2}=m_{3}=0{\text{)}}\\\end{aligned}}}

## Symmetrieeigenschaften
Das 3j-Symbol ist invariant unter gerader Permutation der Spalten:
{\displaystyle {\begin{pmatrix}j_{1}&j_{2}&j_{3}\\m_{1}&m_{2}&m_{3}\end{pmatrix}}={\begin{pmatrix}j_{2}&j_{3}&j_{1}\\m_{2}&m_{3}&m_{1}\end{pmatrix}}={\begin{pmatrix}j_{3}&j_{1}&j_{2}\\m_{3}&m_{1}&m_{2}\end{pmatrix}}.}
Bei ungerader Permutation gibt es einen Phasenfaktor:
{\displaystyle {\begin{aligned}{\begin{pmatrix}j_{1}&j_{2}&j_{3}\\m_{1}&m_{2}&m_{3}\end{pmatrix}}&=(-1)^{j_{1}+j_{2}+j_{3}}{\begin{pmatrix}j_{2}&j_{1}&j_{3}\\m_{2}&m_{1}&m_{3}\end{pmatrix}}=(-1)^{j_{1}+j_{2}+j_{3}}{\begin{pmatrix}j_{1}&j_{3}&j_{2}\\m_{1}&m_{3}&m_{2}\end{pmatrix}}\\&=(-1)^{j_{1}+j_{2}+j_{3}}{\begin{pmatrix}j_{3}&j_{2}&j_{1}\\m_{3}&m_{2}&m_{1}\end{pmatrix}}.\end{aligned}}}
Änderung des Vorzeichens der Quantenzahlen {\displaystyle m} (entsprechend einer Zeitumkehr) gibt ebenfalls einen Phasenfaktor:
{\displaystyle {\begin{pmatrix}j_{1}&j_{2}&j_{3}\\-m_{1}&-m_{2}&-m_{3}\end{pmatrix}}=(-1)^{j_{1}+j_{2}+j_{3}}{\begin{pmatrix}j_{1}&j_{2}&j_{3}\\m_{1}&m_{2}&m_{3}\end{pmatrix}}.}
Weiter gibt es sogenannte Regge-Symmetrien:
{\displaystyle {\begin{pmatrix}j_{1}&j_{2}&j_{3}\\m_{1}&m_{2}&m_{3}\end{pmatrix}}={\begin{pmatrix}j_{1}&{\frac {j_{2}+j_{3}-m_{1}}{2}}&{\frac {j_{2}+j_{3}+m_{1}}{2}}\\j_{3}-j_{2}&{\frac {j_{2}-j_{3}-m_{1}}{2}}-m_{3}&{\frac {j_{2}-j_{3}+m_{1}}{2}}+m_{3}\end{pmatrix}}.}
{\displaystyle {\begin{pmatrix}j_{1}&j_{2}&j_{3}\\m_{1}&m_{2}&m_{3}\end{pmatrix}}=(-1)^{j_{1}+j_{2}+j_{3}}{\begin{pmatrix}{\frac {j_{2}+j_{3}+m_{1}}{2}}&{\frac {j_{1}+j_{3}+m_{2}}{2}}&{\frac {j_{1}+j_{2}+m_{3}}{2}}\\j_{1}-{\frac {j_{2}+j_{3}-m_{1}}{2}}&j_{2}-{\frac {j_{1}+j_{3}-m_{2}}{2}}&j_{3}-{\frac {j_{1}+j_{2}-m_{3}}{2}}\end{pmatrix}}.}
Insgesamt gibt es 72 Symmetrien, die durch ein Regge-Symbol dargestellt werden können:
{\displaystyle R={\begin{array}{|ccc|}\hline -j_{1}+j_{2}+j_{3}&j_{1}-j_{2}+j_{3}&j_{1}+j_{2}-j_{3}\\j_{1}-m_{1}&j_{2}-m_{2}&j_{3}-m_{3}\\j_{1}+m_{1}&j_{2}+m_{2}&j_{3}+m_{3}\\\hline \end{array}}}
Die 72 Symmetrien entsprechen der Vertauschung von Reihen und Spalten untereinander und der Transposition der Matrix.

## Orthogonalitätsrelationen
Die Orthogonalitätsrelationen folgen daraus, dass die 3j-Symbol eine unitäre Transformation der verschiedenen Drehimpulsbasen sind (der Basen zu den Drehimpulsen j1, j2 und der des gekoppelten Systems mit Drehimpuls j3).
{\displaystyle (2j_{3}+1)\sum _{m_{1}m_{2}}{\begin{pmatrix}j_{1}&j_{2}&j_{3}\\m_{1}&m_{2}&m_{3}\end{pmatrix}}{\begin{pmatrix}j_{1}&j_{2}&j'_{3}\\m_{1}&m_{2}&m'_{3}\end{pmatrix}}=\delta _{j_{3},j'_{3}}\delta _{m_{3},m'_{3}}{\begin{Bmatrix}j_{1}&j_{2}&j_{3}\end{Bmatrix}}.}
{\displaystyle \sum _{j_{3}m_{3}}(2j_{3}+1){\begin{pmatrix}j_{1}&j_{2}&j_{3}\\m_{1}&m_{2}&m_{3}\end{pmatrix}}{\begin{pmatrix}j_{1}&j_{2}&j_{3}\\m_{1}'&m_{2}'&m_{3}\end{pmatrix}}=\delta _{m_{1},m_{1}'}\delta _{m_{2},m_{2}'}.}
Dabei ist das trianguläre Delta {\displaystyle {\begin{Bmatrix}j_{1}&j_{2}&j_{3}\end{Bmatrix}}} gleich 1 falls die Dreiecksbedingung erfüllt ist und 0 sonst. Die Dreiecksbedingung lautet, dass {\displaystyle j_{3}} einen der Werte {\displaystyle j_{1}+j_{2},j_{1}+j_{2}-1,\cdots ,|j_{1}-j_{2}|} annimmt.

## Verbindung zu Kugelfunktionen
Die 3j-Symbole sind das Integral des Produkts von drei Kugelflächenfunktionen:
{\displaystyle {\begin{aligned}&{}\quad \int Y_{l_{1}m_{1}}(\theta ,\varphi )Y_{l_{2}m_{2}}(\theta ,\varphi )Y_{l_{3}m_{3}}(\theta ,\varphi )\,\sin \theta \,\mathrm {d} \theta \,\mathrm {d} \varphi \\&={\sqrt {\frac {(2l_{1}+1)(2l_{2}+1)(2l_{3}+1)}{4\pi }}}{\begin{pmatrix}l_{1}&l_{2}&l_{3}\\0&0&0\end{pmatrix}}{\begin{pmatrix}l_{1}&l_{2}&l_{3}\\m_{1}&m_{2}&m_{3}\end{pmatrix}}\end{aligned}}}
wobei {\displaystyle l_{1}}, {\displaystyle l_{2}} and {\displaystyle l_{3}} ganze Zahlen sind.
Analog gilt mit spin-gewichteten Kugelflächenfunktionen und bei halbzahligem Drehimpuls für  {\displaystyle s_{1}+s_{2}+s_{3}=0}:
{\displaystyle {\begin{aligned}&{}\quad \int \mathrm {d} {{\vec {e}}_{n}}\,{}_{s_{1}}Y_{j_{1}m_{1}}({{\vec {e}}_{n}})\,{}_{s_{2}}Y_{j_{2}m_{2}}({{\vec {e}}_{n}})\,{}_{s_{3}}Y_{j_{3}m_{3}}({{\vec {e}}_{n}})\\[8pt]&={\sqrt {\frac {(2j_{1}+1)(2j_{2}+1)(2j_{3}+1)}{4\pi }}}{\begin{pmatrix}j_{1}&j_{2}&j_{3}\\m_{1}&m_{2}&m_{3}\end{pmatrix}}{\begin{pmatrix}j_{1}&j_{2}&j_{3}\\-s_{1}&-s_{2}&-s_{3}\end{pmatrix}}\end{aligned}}}

## Rekursionsrelationen
{\displaystyle {\begin{aligned}&{}\quad -{\sqrt {(l_{3}\mp s_{3})(l_{3}\pm s_{3}+1)}}{\begin{pmatrix}l_{1}&l_{2}&l_{3}\\s_{1}&s_{2}&s_{3}\pm 1\end{pmatrix}}\\&={\sqrt {(l_{1}\mp s_{1})(l_{1}\pm s_{1}+1)}}{\begin{pmatrix}l_{1}&l_{2}&l_{3}\\s_{1}\pm 1&s_{2}&s_{3}\end{pmatrix}}+{\sqrt {(l_{2}\mp s_{2})(l_{2}\pm s_{2}+1)}}{\begin{pmatrix}l_{1}&l_{2}&l_{3}\\s_{1}&s_{2}\pm 1&s_{3}\end{pmatrix}}\end{aligned}}}

## Asymptotische Entwicklung
Für {\displaystyle l_{1}\ll l_{2},l_{3}} gilt für ein nicht-verschwindendes 3j-Symbol (A. R. Edmonds):
{\displaystyle {\begin{pmatrix}l_{1}&l_{2}&l_{3}\\m_{1}&m_{2}&m_{3}\end{pmatrix}}\approx (-1)^{l_{3}+m_{3}}{\frac {d_{m_{1},l_{3}-l_{2}}^{l_{1}}(\theta )}{\sqrt {2l_{3}+1}}}}
mit {\displaystyle \cos(\theta )=-2m_{3}/(2l_{3}+1)} und der Wignerschen kleine D-Matrix {\displaystyle d_{mn}^{l}}. Eine bessere Näherung, die die Regge-Symmetrie erfüllt, ist:
{\displaystyle {\begin{pmatrix}l_{1}&l_{2}&l_{3}\\m_{1}&m_{2}&m_{3}\end{pmatrix}}\approx (-1)^{l_{3}+m_{3}}{\frac {d_{m_{1},l_{3}-l_{2}}^{l_{1}}(\theta )}{\sqrt {l_{2}+l_{3}+1}}}}
mit {\displaystyle \cos(\theta )=(m_{2}-m_{3})/(l_{2}+l_{3}+1)}.

## Metrischer Tensor
Die folgende Größe spielt die Rolle eines metrischen Tensors in der Theorie und wird auch Wigner 1-jm symbol genannt:
{\displaystyle {\begin{pmatrix}j\\m\quad m'\end{pmatrix}}:={\sqrt {2j+1}}{\begin{pmatrix}j&0&j\\m&0&m'\end{pmatrix}}=(-1)^{j-m'}\delta _{m,-m'}}
Es dient dazu Zeitumkehr bei Drehimpulsen auszudrücken.

## Weitere Eigenschaften
{\displaystyle \sum _{m}(-1)^{j-m}{\begin{pmatrix}j&j&J\\m&-m&0\end{pmatrix}}={\sqrt {2j+1}}~\delta _{J,0}}
{\displaystyle {\frac {1}{2}}\int _{-1}^{1}P_{l_{1}}(x)P_{l_{2}}(x)P_{l}(x)\,\mathrm {d} x={\begin{pmatrix}l&l_{1}&l_{2}\\0&0&0\end{pmatrix}}^{2}}
mit der Legendrefunktion {\displaystyle P_{l}}.

## Beziehung zu Racah-V-Koeffizienten
Die Beziehung zu den Racah-V-Koeffizienten ist ein einfacher Phasenfaktor:
{\displaystyle V(j_{1}j_{2}j_{3};m_{1}m_{2}m_{3})=(-1)^{j_{1}-j_{2}-j_{3}}{\begin{pmatrix}j_{1}&j_{2}&j_{3}\\m_{1}&m_{2}&m_{3}\end{pmatrix}}}